# Uighurisk (sprog)
 For alternative betydninger, se Uighurisk. (Se også artikler, som begynder med Uighurisk)
Uighurisk (også uighurisk, uyghurisk) er et tyrkisk sprog, der tales af ca. 8 millioner mennesker i Xinjiang provinsen i det vestlige Kina.
 Der er for få eller ingen kildehenvisninger i denne artikel, hvilket er et problem. Du kan hjælpe ved at angive troværdige kilder til de påstande, som fremføres i artiklen.